# Frederic Pryor
Frederic LeRoy Pryor (* 23. April 1933 in Owosso, Michigan; † 2. September 2019 in Newtown Square, Pennsylvania) war ein amerikanischer Wirtschaftswissenschaftler.

## Leben und Werdegang
Pryor wurde 1933 als Sohn von Millard und Mary Pryor geboren.
Er studierte zunächst Chemie am Oberlin College (B.A. 1955). An der Yale University erhielt er 1957 einen M.A. und besuchte dann 1959 bis 1961 die Freie Universität Berlin (Osteuropakunde). Im August 1961 wurde Pryor von der Stasi verhaftet. Man unterstellte ihm, er habe persönliche Dinge von Flüchtlingen aus der DDR beiseiteschaffen wollen. Durch Bemühungen von James B. Donovan wurde er am 10. Februar 1962 im Zuge des Gefangenenaustausches des russischen Spions Rudolf Iwanowitsch Abel gegen den U-2-Piloten Francis Gary Powers am Checkpoint Charlie freigelassen.
1962 erhielt er seinen Ph.D. in Yale und wurde Assistant Professor an der University of Michigan. 1964 wechselte er ans Economic Growth Center der Yale University, wo er bis 1966 forschte. 1967 wurde er zunächst Assistant, später Associate Professor am Swarthmore College, von 1972 bis zu seiner Emeritierung 1998 ordentlicher Professor.
Als Gastprofessor forschte Pryor 1967 an der Lincoln University, 1969 am International Development Research Center der Indiana University. 1972/73 forschte er als Postdoc an der University of California, Berkeley (Anthropologie und Soziologie).

## In der Populärkultur
Pryors Festnahme 1961 in Ostberlin sowie seine Freilassung beim Gefangenenaustausch am 10. Februar 1962 wurden 2015 in Steven Spielbergs Spielfilm Bridge of Spies – Der Unterhändler dargestellt. Die Rolle des Frederic Pryor übernahm der Schauspieler Will Rogers. Pryor lobte den Film, der sich allerdings in Bezug auf seine Geschichte einige Freiheiten genommen habe.